# Celestial Season
Celestial Season ist eine 1991 gegründete Stoner-Rock- und Gothic-Metal-Band.

## Geschichte
Celestial Season wurde von den Brüdern Stefan und Robert Ruiters gemeinsam mit Jeroen Haverkamp, Lucas van Slegtenhorst und Jason Köhnen gegründet. Stefan Ruiters übernahm den Gesang, sein Bruder Robert sowie Jeroen Haverkamp brachten sich als Gitarristen ein. Jason Köhnen, der später als Bong-Ra und mit The Kilimanjaro Darkjazz Ensemble und The Mount Fuji Doomjazz Corporation in Erscheinung trat, übernahm das Schlagzeugspiel, Lucas van Slegtenhorst den E-Bass.
Nach dem 1992 verbreiteten Demo Promises debütierte die Band 1993 mit der Single Flowerskin über das Schweizer Death-Metal-Label Witchhunt Records. Noch im gleichen Jahr erschien mit Forever Scarlet Passion das Debütalbum der Gruppe. Das Album gilt als eines der frühen Gothic-Metal-Alben und wird in Rezensionen als Pionierwerk des vom Death Doom beeinflussten Genres neben die Veröffentlichungen von Paradise Lost, My Dying Bride und Anathema gestellt. Zeitnah absolvierte die Band ihre erste Tournee, welche sie mit einer Split-Veröffentlichung der beteiligten Tourneepartner unterstützte. Die Musikkassette Anthology of Doom Tour wurde während der Auftritte und ohne Vertragspartner vertriebenen.
Zu den Aufnahmen des zweiten Albums schieden Haverkamp und van Slegtenhorst aus der Band und wurden durch Pim van Zanen und Olly Smit ersetzt. Neben dieser Umbesetzung ergänzten die Violinistinnen Jiska ter Bals und Maaike Aarts die Gruppe. In dieser Besetzung nahm die Gruppe die gemeinsam mit Lords of the Stone 1994 herausgegebene Split-Single Fire in the Winter/Above Azure Oceans und das 1995 erschienene Album Solar Lovers auf. Beide Veröffentlichungen erschienen über Displeased Records und behielten den auf Forever Scarlet Passion präsentierten Stil teilweise bei. Das Schlagzeug war allerdings nicht mehr so punk-lastig und Stücke wie Solar Child wiesen bereits auf einen Stilwandel hin. Den Verkauf förderte die Gruppe indes durch eine gemeinsame Tournee mit The Gathering. Noch 1995 verließ Stefan Ruiters die Gruppe und wurde durch Cyril Crutz ersetzt. Mit Crutz Einstieg variierte die Gruppe ihren Stil weiter und orientierte sich zunehmend am Stoner Rock von Gruppen wie Kyuss, Fu Manchu und Masters of Reality. Mit der noch im gleichen Jahr über Displeased Records erschienenen EP Sonic Orb präsentierte die Band den veränderten Stil.
Bis zu den Aufnahmen des dritten Studioalbums Orange reduzierte sich die Gruppe auf Crutz, van Zanen, Smit und Köhnen. Nach der Veröffentlichung des Albums über Big Bloke schied mit Köhnen das letzte Mitglied der Originalbesetzung aus der Gruppe. Köhnen, der zuletzt als Bassist in Erscheinung trat, wurde durch Jacques de Haard ersetzt. In dieser Besetzung blieb die Band bis zu ihrer Auflösung 2001 beständig. Das 1999 über HKM veröffentlichte Album Chrome wurde von der Band beim Dynamo Open Air und Roadburn Festival präsentiert. Mit dem Album Lunchbox Dialogues und der EP Songs from the Second Floor folgten noch zwei Veröffentlichungen, bevor die Band sich auflöste. Diese letzten beiden Veröffentlichung waren stilistisch dem Alternativ Metal zugeordnet.
Jacques de Haard und Rob Snijders tourten als Livemusiker 2010 mit Kyuss lives! durch Europa. Im Jahr 2011 reaktivierten Smit, van Zanen, ter Bals und de Haard die Band mit der Cellistin Elianne Anemaat und dem Sänger George Oosthoek als neue Mitglieder. Die im gleichen Jahr veröffentlichte Single Decamerone (2011) begleitete Auftritte der Gruppe unter anderem erneut beim Roadburn Festival und beim Metal Mean Festival 2012, bei welchen Celestial Season das gesamte Album Solar Lovers spielten und markierte eine Rückkehr zum frühen Klang der Band. Weitere Veröffentlichungen blieben danach aus.
Im Oktober 2020 veröffentlichte die Band mit The Secret Teachings ein weiteres Albun. Stilistisch orientierte sich Celestial Season dabei an den eigenen Anfängen. Marc Thorbrügge zog für Metal.de Parallelen zu My Dying Bride und dem Frühwerk der Band, nannte das Album jedoch „ein durchwachsenes Comeback“. Mit den Alben Mysterium I und Mysterium II wurde die Aktivität der Band 2022 in Form einer als Trilogie angekündigten Reihe fortgeführt. Die ersten beiden Teile der Trilogie konnten Ernst Lustig von Stormbginger.at vollständig überzeugen, wobei Mysterium II ihn noch „einen Tick mehr als der Vorgänger“ überzeugte. Der dritte Teil der Trilogie folgte im Mai 2024 gemeinsam mit einem Box-Set das alle drei Teile in einem Vinyl-Format enthielt.

## Diskografie
- 1992: Promises (Demo, Selbstverlag)
- 1993: Flowerskin (Single, Witchhunt Records)
- 1993: Anthology of Doom Tour (Split mit Lords of the Stone und Evisceration, Selbstverlag)
- 1993: Forever Scarlet Passion (Album, Adipocere Records)
- 1994: Promo 1994 (Demo Selbstverlag)
- 1994: Fire in the Winter/Above Azure Oceans (Split mit Lords of the Stone, Displeased Records)
- 1995: Solar Lovers (Album, Displeased Records)
- 1995: Sonic Orb (EP, Displeased Records)
- 1996: 3 Track Demon (Demo, Selbstverlag)
- 1997: Black Queen Is Dynamite (Single, Big Bloke)
- 1997: Orange (Album, Big Bloke)
- 1999: Demo '99 (Demo, Selbstverlag)
- 1999: Chrome (Album, HKM)
- 2000: Lunchbox Dialogues (Album, La Guapa Records)
- 2001: Songs from the Second Floor (EP, Drunken Maria)
- 2011: Decamerone (2011) (Single, Selbstverlag)
- 2020: The Secret Teachings (Album, Burning World Records)
- 2022: Mysterium I (Album, Burning World Records)
- 2022: Mysterium II (Album, Burning World Records)
- 2024: Mysterium III (Album, Roadburn Records)
- 2024: Orbis Mysterium (The Mysterium Trilogy) (Kompilation, Box-Set, Burning World Records)